# 刘则 (隋朝)
刘则（549年—610年），字处仁，长乐郡下博县（今河北省深州）人，隋朝宦官。

## 生平
开皇元年（581年），为宫廷的内小臣。
开皇三年（583年），担任宫闱局宫闱丞。
开皇十二年（592年），授予都督，晋升掖庭局掖庭令。
开皇十六年（596年），奉旨护送光化公主赴西域和亲。
开皇十九年（599年），授予帅都督。
开皇二十年（600年），奉旨护送义城公主与启民可汗和亲。
仁寿元年（601年），任内侍省内给事。
大业三年（607年），改官名为内侍省内承直。
大业六年（610年），侍奉隋炀帝杨广到江都，不久在浚仪县病逝。
大业七年（611年），安葬在雒阳县常平乡仙游里北邙山下。

## 家庭

### 祖父
- 刘岩，北魏东海郡燕郡范阳郡三郡太守

### 父母
- 刘荣，北齐楚州刺史、太府少卿
- 范阳卢氏，北齐武卫将军、瀛州刺史、七兵尚书、左光祿大夫、赠定州刺史、武邑公卢叔和之女

### 夫人
- 渤海高氏